# Hepatopàncrees

Número 2: hepatopàncrees del caragol

Hepatopàncrees és el nom que rep una glàndula digestiva integrada per la fusió del pàncrees i del fetge, que fa la funció de secretor de sucs digestius, essent així actor de la funció digestiva de diversos grups d'invertebrats (crustacis, aràcnids i mol·luscs).